# Carmen Moreno Toscano
Carmen de la Soledad Moreno Toscano (Città del Messico, 4 aprile 1938) è una politica, diplomatica e attivista messicana.

## Biografia
Figlia del politico Manuel Moreno Sánchez, fondatore del Partito Socialdemocratico, ha una sorella minore, Alejandra, che è una storica. Ha studiato giurisprudenza ed economia all'Università nazionale autonoma del Messico, conseguendo poi una laurea in relazioni internazionali presso El Colegio de México.

### Carriera diplomatica
Nel 1957 entra nel segretariato messicano degli affari esteri. Dopo aver ricoperto incarichi minori, nel 1989 diventa ambasciatrice del Messico in Costa Rica. Nel 1995 diviene rappresentante permanente del Messico presso l'Organizzazione degli Stati Americani. Nel 1998 è nominata sottosegretaria per le Nazioni Unite, Africa e Medio Oriente. Nel 2000 è poi divenuta ambasciatrice in Guatemala, incarico in cui rimane fino al 2003. Circa dieci anni dopo, nel 2012, viene nominata membro del consiglio consultivo della Commissione messicana dei diritti umani, mentre nel 2019 diviene nuovamente ambasciatrice presso il Nicaragua.

### Carriera da attivista
Nel 1975 partecipa alla prima conferenza delle Nazioni Unite sulle donne, dove si ribadisce la lotta per i diritti umani. In tale occasione afferma che "senza le donne non c'è democrazia".
Nel 2003 viene scelta da Kofi Annan, all'epoca Segretario generale dell'ONU, per dirigere l'Istituto internazionale delle Nazioni Unite per la ricerca e la formazione del progresso delle donne, istituto creato dal Consiglio economico e sociale dell'ONU.
Nel luglio 2009 il Segretario generale dell'Organizzazione degli Stati Americani José Miguel Insulza la designa segretaria della Commissione interamericana delle Donne. L'incarico dura dieci anni.
Per il suo impegno contro le diseguaglianze nel 2015 riceve il Premio "Elvia Carrillo Puerto" dal Senato del Messico.

### Carriera politica
Il 1º gennaio 2021 Carmen Moreno viene nominata sottosegretaria degli affari esteri, carica che assume dal 16 febbraio seguente.
A seguito delle dimissioni del segretario degli affari esteri Marcelo Ebrard nel giugno 2023, Carmen Moreno assume ad interim la carica. Il 2 luglio 2023 Alicia Bárcena Ibarra viene scelta come la nuova segretaria degli esteri dal presidente AMLO, facendola tornare nel frattempo sottosegretaria.